# Fixation du carbone
La fixation du carbone est un processus à l'œuvre chez les organismes dits autotrophes, qui convertissent le carbone inorganique – typiquement, le dioxyde de carbone CO2 – en composés organiques tels que des glucides. La photosynthèse en est l'exemple le plus emblématique, caractérisant les organismes dits photoautotrophes ; la chimiosynthèse est une autre forme de fixation du carbone susceptible d'avoir lieu même en l'absence de lumière – on parle alors de lithotrophie pour qualifier les organismes qui utilisent l'énergie des réactions d'oxydoréduction inorganiques pour produire leur matière vivante. Les organismes qui consomment la matière organique produite par les autotrophes sont appelés hétérotrophes.
La première étape de la fixation du carbone est la formation d'un groupe carboxyle –COOH sur une molécule organique, ce qu'on appelle une carboxylation ; les enzymes susceptibles de catalyser cette réaction sont appelées carboxylases : la Rubisco est à ce titre l'enzyme limitante de la photosynthèse.
On connaît aujourd'hui principalement six grandes voies métaboliques différentes de fixation du carbone, mais ce nombre varie selon les auteurs en fonction des variantes considérées :
- la chimiosynthèse, au cours de laquelle du carbone inorganique (typiquement CO2 ou CH4) est converti en composés organiques en utilisant l'énergie libérée par l'oxydation du méthane CH4, du sulfure d'hydrogène H2S, de l'hydrogène H2 ou d'autres espèces minérales ;
- la voie de Wood-Ljungdahl[3],[4], utilisée par certains microorganismes (bactéries, archées) pour réduire le CO2 avec l'hydrogène H2 moyennant l'hydrolyse d'une molécule d'ATP ;
- le cycle du 3-hydroxypropionate[5], qui produit du pyruvate à partir d'acétyl-CoA moyennant l'hydrolyse de quatre molécules d'ATP ;
- le cycle de Krebs inverse[6], qui produit de l'acétyl-CoA par condensation successive de deux molécules de CO2 ;
- le cycle de Calvin, qui intervient en aval de la phase directement dépendante de la lumière de la photosynthèse pour fixer du CO2 sur du ribulose-1,5-bisphosphate en formant deux molécules de 3-phosphoglycérate ;
- la fixation du carbone non autotrophe[7], notamment par la pyruvate carboxylase.